# Jean Paul Bredau
Jean Paul Bredau (* 27. Juni 1999 in Potsdam) ist ein deutscher Sprinter.
Bei den Olympischen Sommerspielen 2020 in Tokio nahm er an der 4-mal-400-Meter-Staffel der Männer teil, in der sein Team mit einer Zeit von 3:03,62 min den letzten Platz im Vorlauf belegte. Bei den Weltmeisterschaften 2023 in Budapest stand er im Finale der 4-mal-400-Meter-Mixed-Staffel und belegte Platz sieben. Eine Woche später lief er mit der 4-mal-400-Meter-Staffel mit Manuel Sanders, Marvin Schlegel und Marc Koch in 3:00,67 min die beste deutsche Zeit seit 25 Jahren. Bei den Europameisterschaften 2024 in Rom belegte er mit der 4-mal-400-Meter-Staffel den dritten Platz. Im gleichen Jahr wurde er Deutscher Meister im 400-Meter-Lauf.
Beim ISTAF Berlin 2023 lief er mit 44,96 s die schnellste 400-Meter-Zeit eines Deutschen seit 18 Jahren.